# Marisa Bulgheroni
Marisa Bulgheroni (Como, 1925) è una traduttrice e critica letteraria italiana.

## Biografia
Marisa Bulgheroni ha esordito scrivendo ritratti e storie di viaggio per le riviste Comunità
e Il Mondo di Mario Pannunzio. Ha collaborato poi a Paese Sera, a L’Unità e a riviste come Linea d’ombra, Lo Straniero. Docente universitaria, ha fatto conoscere in Italia la narrativa americana del dopoguerra con Il nuovo romanzo americano nel 1960, e I Beats (1962), storica antologia dello scrittore e critico letterario Seymour Krim. Nell’arco della sua carriera ha curato opere di Mark Twain, Edmund Wilson, Charles Brockden Brown, Polly Adler e molti altri. Autrice di numerosi saggi sui miti e le immagini del femminismo, con particolare riferimento alle opere di Virginia Woolf e Katherine Mansfield, ha inoltre curato il Meridiano Tutte le poesie di Emily Dickinson (Mondadori, 1997), testo paradigmatico per comprendere l’opera della poetessa americana, di cui ha narrato la vita nel volume Nei sobborghi di un segreto (2001). 
Nel 1996 l’esordio come narratrice con i racconti Apprendista del sogno, seguiti da Un saluto attraverso le stelle (Mondadori 2007), romanzo di ispirazione autobiografica. Ha pubblicato Chiamatemi Ismaele. Racconto della mia America (2013), appassionato resoconto di una lunga e memorabile attività critica e letteraria e il memoir Stella nera. Frammenti di una vita a due (2020), struggente diario di un amore e di un lutto, finalista del Premio Comisso nella sezione biografia.

## Opere
- Il nuovo romanzo americano: 1945-1959, Milano, Schwarz, 1960.
- La tentazione della chimera. Charles Brockden Brown e le origini del romanzo americano, Biblioteca di Studi Americani, Roma, Edizioni di Storia e Letteratura, 1965.
- Apprendista del sogno, Roma, Donzelli, 1996.
- Nei sobborghi di un segreto. Vita di Emily Dickinson, Milano, Mondadori, 2001, ISBN 978-88-044-5290-4; Collana Oscar saggi, Mondadori, 2002; Milano, Il Saggiatore, 2023, ISBN 978-88-428-3249-2.
- Un saluto attraverso le stelle, Milano, Mondadori, 2007.
- Chiamatemi Ismaele. Racconto della mia America, Milano, Il Saggiatore, 2013.
- Stella nera. Frammenti di una vita a due, Milano, Il Saggiatore, 2020.

### Traduzioni
- Kenneth Roberts, La rivolta di Haiti, Collezione Omnibus, Milano, Mondadori, 1952.
- Polly Adler, Case chiuse, Collezione Le Scie, Milano, Mondadori, 1955. - Collana Il Bosco n.20, Mondadori, 1964.
- Edmund Wilson, Dovuto agli Irochesi, traduzione di Marisa e Luciana Bulgheroni, Collana La Cultura n.49, Milano, Il Saggiatore, 1962.
- Lewis Mumford, In nome della ragione. Qual è il destino dell'uomo nella civiltà tecnologica?, traduzione di Luciana e Marisa Bulgheroni, Collana Universale n.24, Milano, ETAS, 1980.
- Emily Dickinson, Tutte le poesie, Collezione I Meridiani, Milano, Mondadori, 1997.

### Prefazioni
- I Beats, antologia a cura di Seymour Krim, Milano, Lerici, 1962.
- Virginia Woolf, Una stanza tutta per sé, Milano, Il Saggiatore, 1981-1991; Milano, SE, 1993-2023; Milano, Feltrinelli, 2011-2023.
- Laurence Sterne-Ugo Foscolo, Viaggio sentimentale di Yorick lungo la Francia e l'Italia, Introduzione e note di M. Bulgheroni e Paolo Ruffilli, Collana I grandi libri n.297, Milano, Garzanti, 1983.
- Bartolo Cattafi, Segni, Milano, Scheiwiller, 1986.
- Edward Morgan Forster, Maurice, Collana Gli elefanti, Milano, Garzanti, 1987.
- Edgar Allan Poe, Racconti, Milano, Bompiani, 1988.
- Charles Brockden Brown, Wieland ovvero la trasformazione, Collana I segni n.49, Roma, Theoria, 1989.
- Leonard Woolf, La mia vita con Virginia, Milano, Serra e Riva, 1989, ISBN 978-88-779-8031-1.
- Angelo Scandurra, Criteri di fuga, Bagno a Ripoli, Passigli, 1998.
- Emily Dickinson, Poesie, Collana I grandi libri n.850, Milano, Garzanti, 2005.